# Mashhour
Die Mashhour ist ein Schneidkopfsaugbagger der ägyptischen Suez Canal Authority. Sie wurde von IHC Holland gebaut und im September 1996 abgeliefert. Im März 2021 wurde der Schwimmbagger im Sueskanal zum Freibaggern der Ever Given eingesetzt.

## Beschreibung
Die Mashhour ist mit 140 m Länge über alles, 22,4 m Breite und 7,2 m Seitenhöhe mit 7.728 BRZ vermessen. Die Maschinenleistung des Schwimmbaggers beträgt 22.795 kW und die Cutterleistung 3.000 kW. Die Baggertiefe beträgt 35 m und das Saugrohr hat einen Durchmesser von 1 m. Der Saugbagger hat keinen eigenen Antrieb und muss zu seinem jeweiligen Einsatzort geschleppt werden.
Der durch die britische Klassifikationsgesellschaft Lloyd’s Register klassifizierte Schneidkopfsaugbagger mit  Heimathafen Port Said wurde entwickelt und gebaut, um bei der Verbreiterung und Vertiefung des Sueskanals sehr abrasiven Sand mit Kies, verdichteten Sand, Lehm und Felsen zu baggern. Er hatte im März 2021 einen entscheidenden Anteil daran, dass innerhalb von wenigen Tagen gewaltige Mengen Material im Rumpfbereich der rund 400 Meter langen und gut 59 Meter breiten, im Sueskanal auf Grund gelaufenen, Ever Given beseitigt werden konnten.